# Болеслав Хабовски
Болеслав Јозеф Хабовски (13. септембар 1914 — 21. мај 1979) био је пољски фудбалер, који је играо на позицији нападача. Већи део каријере провео је у Висли Краков, такође је представљао пољску репрезентацију.
Хабовски је дебитовао у репрезентацији 10. октобра 1937. у Варшави, у победи од 4 : 0 над Југославијом. Његова друга и последња утакмица у бело-црвеном дресу одиграна је у Риги 25. септембра 1938. у поразу од Летоније резултатом 1 : 2, постигавши гол на утакмици.
Играо је као нападач, важио је за веома брзог и жилавог играча, који се никада није предао. У годинама 1934–1938 играо је у свим утакмицама Висле Краков у пољској најјачој лиги . Затим, негде између краја 1938. и почетка 1939. године, прешао је у Јунак Дрохобич. Током Пољске септембарске кампање, заробили су га Совјети и насилно одвели у Сибир. Године 1942. успео је да се придружи Пољској армији у Совјетском Савезу, коју је формирао генерал Владислав Андерс. Одатле је, преко Африке, стигао у Енглеску, где је остао и на крају умро.